# Heroes of Might and Magic V
Heroes of Might and Magic V (alte denumiri folosite Heroes V sau HoMM5) este un joc video de strategie pe ture care a fost dezvoltat de Nival Interactive în 2006 sub îndrumarea lui Ubisoft, care deține drepturile franchizei. A apărut în Europa pe 16 mai și în Statele Unite și Canada pe 24 mai 2006.

## Facțiuni
Există șase facțiuni în joc: Haven, Inferno, Necropolis, Dungeon, Sylvan și Academy. În plus, cele două expansion pack au adăugat Fortress și Stronghold, ridicând numărul total al facțiunilor la opt.